# Гаррахи
Гаррахи (нем. Harrach) — австрийский дворянский род чешского происхождения. Происходит от братьев з Гороху (z Horochu), живших в Чехии начала XIV века.
В начале XVII в. род был возведен в графское достоинство в лице графа Карла фон Гарраха, любимца императора Фердинанда II. Третий сын графа Карла, Эрнст Адальберт фон Гаррах (1598—1667), кардинал и архиепископ, известен в истории чешских волнений. За счёт брака с его сестрой значительно повысил свой статус при императорском дворе Альбрехт Валленштейн, будущий генералиссимус.

## Гаррах-Рорау
Земельные наделы Гаррахов находились на границе австрийских земель с венгерскими. В конце XVII века род разделился на две линии, из которых старшая обосновалась в Рорау, а младшая — в Бруке-на-Лайте. 

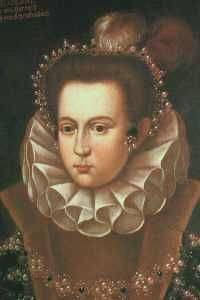
Изабелла фон Гаррах, жена Валленштейна

Последний граф Гаррах из Рорау, обладатель значительного собрания старинной живописи, умер в 1886 году. В поместье Рорау родился композитор Йозеф Гайдн; его мать работала у графов кухаркой.
Гаррахи из Рорау не были медиатизованы. Когда моденский герцог Франческо III д’Эсте взял в жёны графиню Марию Ренату фон Гаррах (1721—1788), этот брак был сочтён мезальянсом.

## Гаррах-Брук
К младшей линии этого рода, Гаррах-Брук, принадлежит Фердинанд Бонавентура Гаррах (1637—1706). Его мать происходила из графов Новеллара (ветви рода Гонзага). В бытность свою перед войной за испанское наследство посланником при испанском дворе, он тщетно старался доставить победу австрийской линии Габсбургского дома. Его мемуары опубликованы в Гааге в 1720 году.
Сын Фердинанда взял в жёны наследницу швабского графства Таннгаузен, а внук Фридрих Август (1696—1749) короткое время управлял от имени императрицы Австрийскими Нидерландами. Его дочь Мария Иосифа фон Гаррах (1727—1788) — жена 6-го князя Лихтенштейна. Благодаря имперскому статусу графства Таннхаузен потомки Фридриха Августа при роспуске Священной Римской империи были медиатизованы. Современные Гаррахи старшей линии, происходящей от парламентского деятеля Иоганна Гарраха (1828—1909), живут в Вене, куда вернулись из Чили во второй половине XX века.
Один из внуков Фридриха Августа, граф Фердинанд Йозеф фон Гаррах (1763—1841), дважды вступал в браки с обычными дворянками. Вследствие этого его потомство, обосновавшееся в силезском городке Клайн-Крихен (совр. Кшечин-Малый, Польша), лишилось медиатизованного статуса. Когда его дочь Августа фон Гаррах (1800—1873) сочеталась браком с овдовевшим прусским королём  Фридрихом Вильгельмом III, их союз был сочтён морганатическим. Невесте присвоили титул княгини Лигницкой.

Владения графов Гаррахов
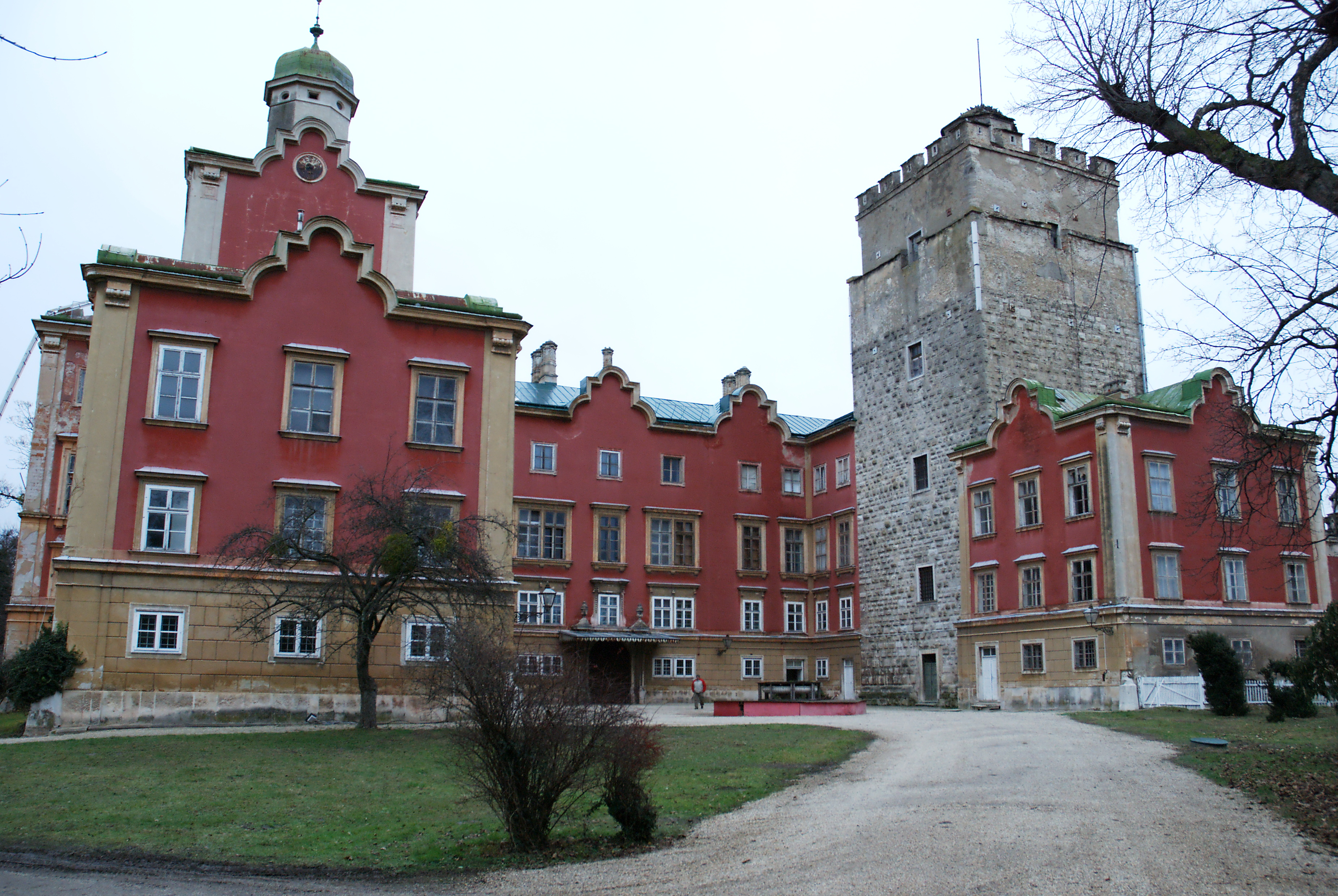
Замок Пругг
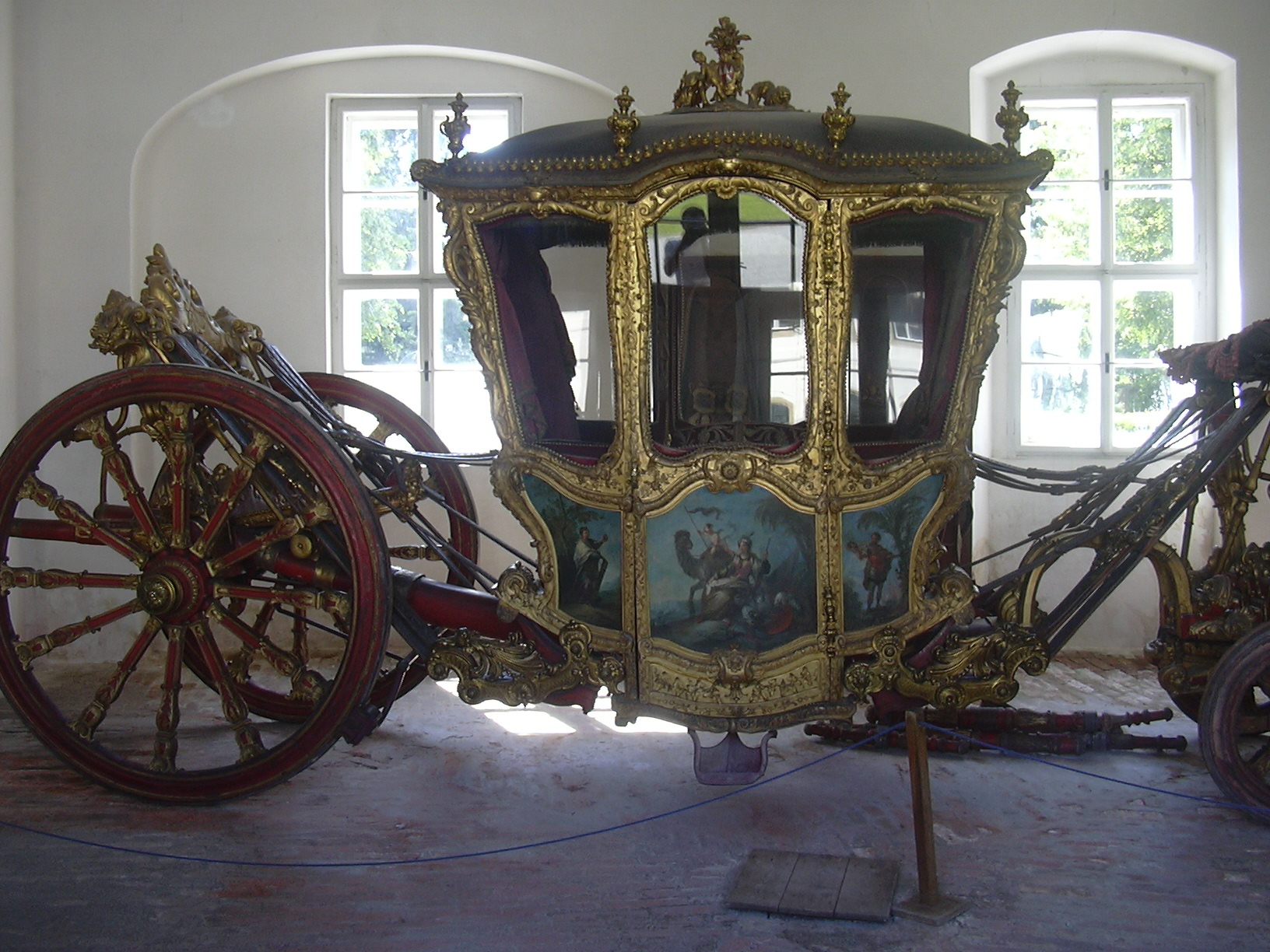
Карета графа Гарраха
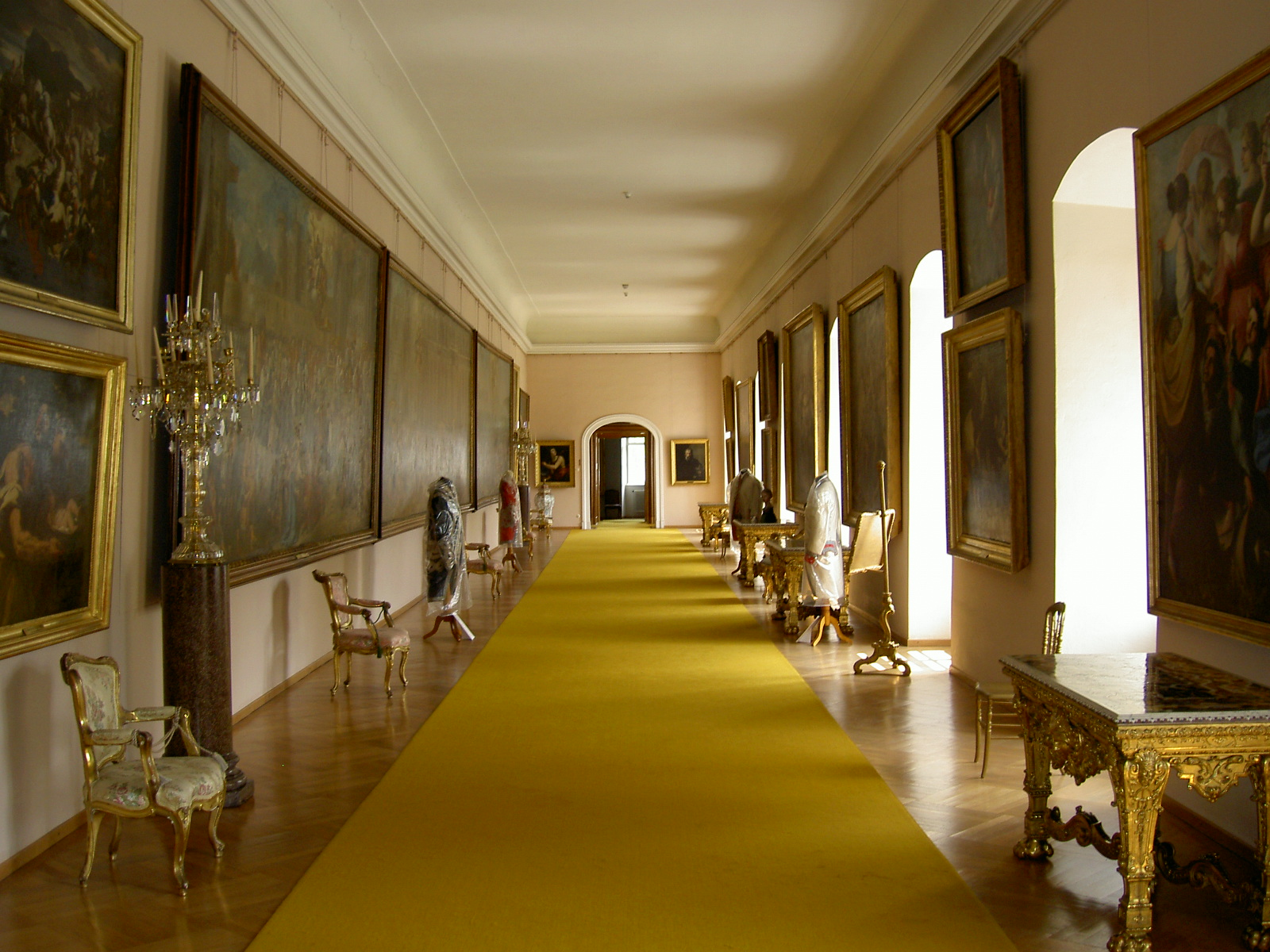
Картинная галерея замка Рорау
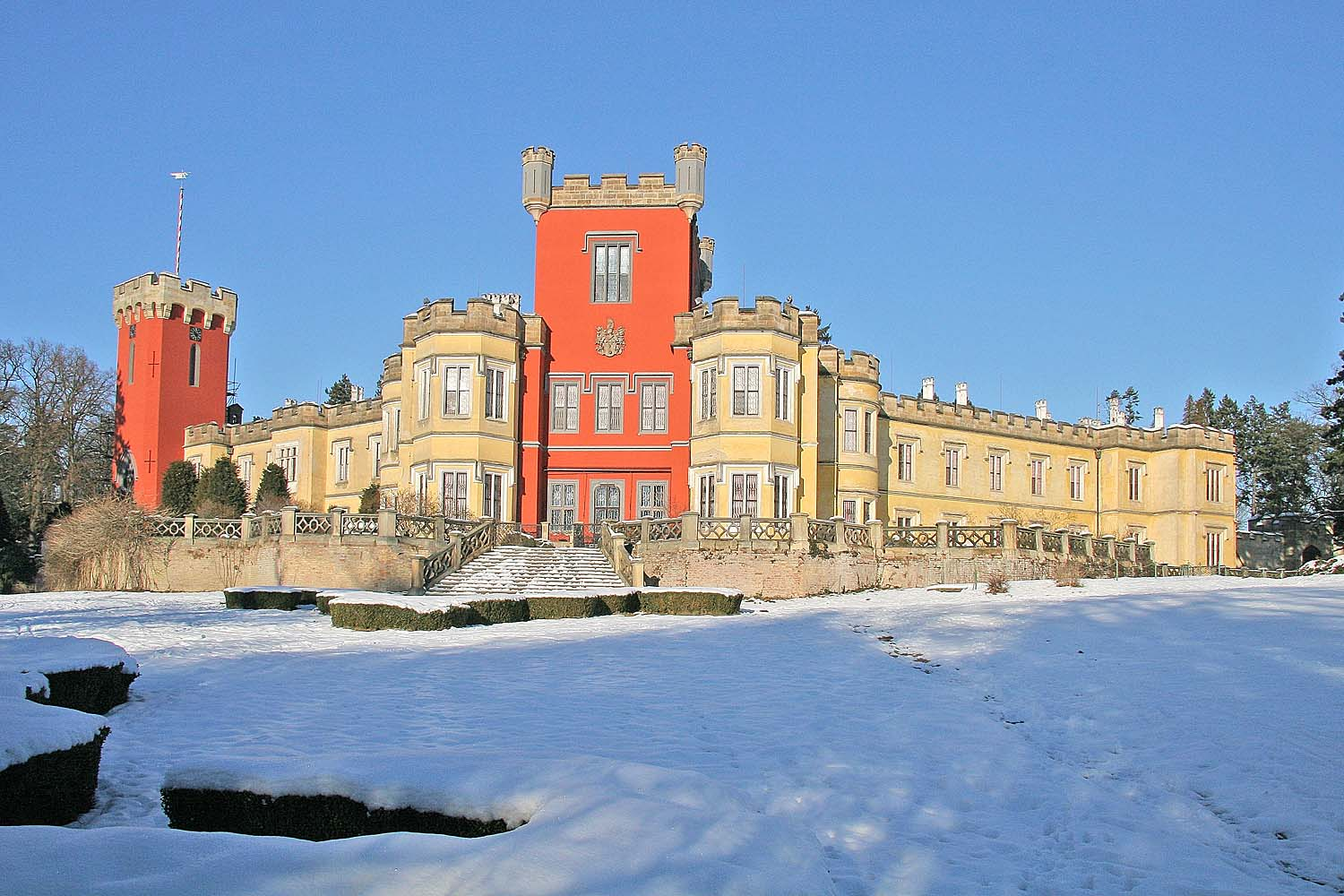
Замок Градек-у-Неханиц
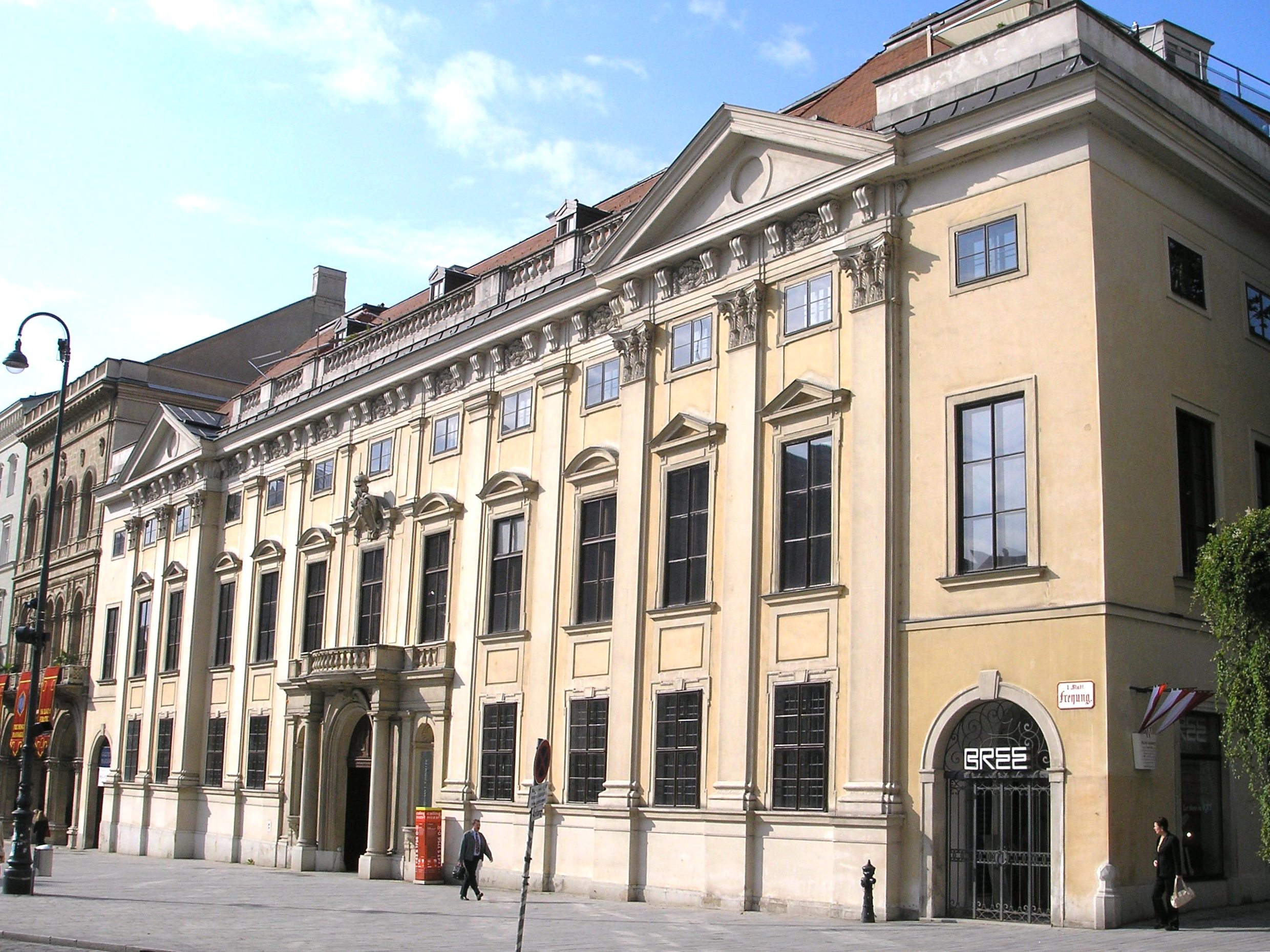
Дворец Гаррахов в Вене